# Чемпионат России по лёгкой атлетике 1999
Чемпионат России по лёгкой атлетике 1999 года прошёл 29 июля—1 августа в Туле на стадионе «Арсенал». Соревнования являлись финальным этапом отбора в сборную России на чемпионат мира, прошедший 20—28 августа в испанской Севилье. На протяжении 4 дней было разыграно 40 комплектов медалей.
В течение 1999 года в различных городах были проведены также чемпионаты России в отдельных дисциплинах лёгкой атлетики:
- 7 февраля — зимний чемпионат России по спортивной ходьбе (Адлер)
- 14 марта — чемпионат России по бегу по шоссе (Адлер)
- 18 апреля — чемпионат России по бегу на 100 км (Черноголовка)
- 16 мая — чемпионат России по марафону (Москва)
- 12—13 июня — чемпионат России по спортивной ходьбе (Саранск)
- 14 июля — чемпионат России в беге на 10 000 метров (Москва)
- 4—5 сентября — чемпионат России по суточному бегу по шоссе (Санкт-Петербург)

## Медалисты

### Мужчины
| Дисциплина                          | Золото                                       | Золото             | Серебро                                                  | Серебро            | Бронза                                                   | Бронза             |
| ----------------------------------- | -------------------------------------------- | ------------------ | -------------------------------------------------------- | ------------------ | -------------------------------------------------------- | ------------------ |
| 100 м (ветер: +1,8 м/с)             | Сергей Слукин Москва Тульская область        | 10,37              | Денис Николаев Санкт-Петербург                           | 10,47              | Александр Смирнов Карелия                                | 10,47              |
| 200 м (ветер: +1,5 м/с)             | Сергей Слукин Москва Тульская область        | 20,78              | Денис Николаев Санкт-Петербург                           | 20,85              | Андрей Федорив Москва                                    | 20,95              |
| 400 м                               | Даниил Шекин Санкт-Петербург                 | 46,43              | Валентин Кульбацкий Москва                               | 46,54              | Андрей Семёнов Санкт-Петербург                           | 46,57              |
| 800 м                               | Сергей Кожевников Рязанская область Москва   | 1.46,34            | Борис Кавешников Свердловская область Московская область | 1.46,56            | Дмитрий Богданов Свердловская область Санкт-Петербург    | 1.46,61            |
| 1500 м                              | Андрей Задорожный Москва Ярославская область | 3.43,63            | Михаил Егинов Москва Ярославская область                 | 3.44,44            | Борис Кавешников Свердловская область Московская область | 3.45,52            |
| 5000 м                              | Сергей Лукин Санкт-Петербург                 | 14.03,26           | Михаил Минюхин Санкт-Петербург                           | 14.03,62           | Сергей Самойлов Курская область                          | 14.03,78           |
| 3000 м с препятствиями              | Владимир Пронин Москва                       | 8.40,71            | Алексей Палагушин Курская область                        | 8.42,76            | Алексей Горбунов Пермская область                        | 8.45,43            |
| 110 м с барьерами (ветер: +2,0 м/с) | Андрей Кислых Кемеровская область            | 13,74              | Сергей Ветров Москва                                     | 13,77              | Сергей Манаков Татарстан                                 | 13,86              |
| 400 м с барьерами                   | Владислав Ширяев Свердловская область        | 49,69              | Игорь Фролов Новосибирская область                       | 51,00              | Эркен Исаков Свердловская область                        | 51,79              |
| Прыжок в высоту                     | Вячеслав Воронин Северная Осетия             | 2,28 м             | Алексей Крысин Челябинская область                       | 2,24 м             | Сергей Клюгин Москва Ивановская область                  | 2,24 м             |
| Прыжок с шестом (Москва, 2 августа) | Евгений Смирягин Санкт-Петербург             | 5,65 м             | Вадим Строгалёв Москва                                   | 5,60 м             | Павел Бурлаченко Москва                                  | 5,50 м             |
| Прыжок с шестом (Москва, 2 августа) | Евгений Смирягин Санкт-Петербург             | 5,65 м             | Вадим Строгалёв Москва                                   | 5,60 м             | Пётр Бочкарёв Москва                                     | 5,50 м             |
| Прыжок в длину                      | Андрей Игнатов Краснодарский край            | 8,14 м (−0,3 м/с)  | Владимир Малявин Москва                                  | 7,98 м (+1,3 м/с)  | Юрий Наумкин Краснодарский край                          | 7,88 м (+1,4 м/с)  |
| Тройной прыжок                      | Василий Соков Московская область             | 16,98 м (+1,3 м/с) | Вячеслав Таранов Волгоградская область                   | 16,96 м (+0,7 м/с) | Геннадий Марков Ставропольский край                      | 16,94 м (+3,7 м/с) |
| Толкание ядра                       | Сергей Ляхов Москва                          | 19,54 м            | Сергей Николаев Санкт-Петербург                          | 18,86 м            | Александр Сальников Татарстан                            | 18,44 м            |
| Метание диска                       | Дмитрий Шевченко Краснодарский край          | 65,68 м            | Александр Боричевский Санкт-Петербург                    | 61,53 м            | Сергей Ляхов Москва                                      | 60,99 м            |
| Метание молота                      | Илья Коновалов Курская область               | 80,51 м            | Василий Сидоренко Волгоградская область                  | 77,81 м            | Вадим Херсонцев Москва Санкт-Петербург                   | 76,29 м            |
| Метание копья                       | Юрий Рыбин Липецкая область                  | 79,00 м            | Владимир Овчинников Москва Волгоградская область         | 74,09 м            | Владимир Чижов Чувашия                                   | 72,31 м            |
| Десятиборье                         | Сергей Никитин Кемеровская область           | 7861 очко          | Николай Афанасьев Татарстан                              | 7702 очка          | Роман Разбейко Ростовская область                        | 7569 очков         |

### Женщины
| Дисциплина                          | Золото                                 | Золото             | Серебро                                                    | Серебро            | Бронза                                                     | Бронза             |
| ----------------------------------- | -------------------------------------- | ------------------ | ---------------------------------------------------------- | ------------------ | ---------------------------------------------------------- | ------------------ |
| 100 м (ветер: +2,0 м/с)             | Ирина Привалова Москва                 | 11,05              | Наталья Игнатова Москва Брянская область                   | 11,20              | Ирина Хабарова Свердловская область                        | 11,38              |
| 200 м (ветер: +2,4 м/с)             | Марина Транденкова Санкт-Петербург     | 22,86              | Ирина Хабарова Свердловская область                        | 22,92              | Оксана Экк Москва                                          | 22,93              |
| 400 м                               | Наталья Назарова Москва                | 50,55              | Светлана Гончаренко Ставропольский край Ростовская область | 50,83              | Ольга Котлярова Свердловская область                       | 51,10              |
| 800 м                               | Наталья Горелова Москва                | 1.59,52            | Юлия Косенкова Москва Омская область                       | 2.00,71            | Елена Орлова Хабаровский край                              | 2.02,03            |
| 1500 м                              | Людмила Рогачёва Ставропольский край   | 4.04,19            | Ольга Нелюбова Москва                                      | 4.05,00            | Наталья Горелова Москва                                    | 4.05,12            |
| 5000 м                              | Ольга Егорова Чувашия                  | 15.23,57           | Мария Пантюхова Москва Иркутская область                   | 15.24,74           | Клара Кашапова Санкт-Петербург                             | 15.25,99           |
| 3000 м с препятствиями              | Елена Моталова Самарская область       | 9.48,88            | Екатерина Волкова Курская область                          | 10.04,46           | Светлана Рогова Московская область Кабардино-Балкария      | 10.14,67           |
| 100 м с барьерами (ветер: +0,9 м/с) | Ирина Коротя Московская область        | 12,85              | Юлия Граудынь Москва                                       | 12,90              | Светлана Лаухова Санкт-Петербург                           | 12,95              |
| 400 м с барьерами                   | Юлия Носова Красноярский край          | 54,60              | Екатерина Бахвалова Санкт-Петербург                        | 54,93              | Ольга Сальникова Татарстан                                 | 57,43              |
| Прыжок в высоту                     | Елена Елесина Московская область       | 1,95 м             | Ольга Кычанова Санкт-Петербург                             | 1,92 м             | Екатерина Александрова Омская область Свердловская область | 1,92 м             |
| Прыжок с шестом                     | Елена Белякова Москва                  | 4,40 м             | Елена Исинбаева Волгоградская область                      | 4,20 м             | Анастасия Кузнецова Москва                                 | 4,00 м             |
| Прыжок в длину                      | Татьяна Котова Москва Алтайский край   | 6,98 м (+1,3 м/с)  | Ольга Рублёва Волгоградская область                        | 6,82 м (+0,7 м/с)  | Татьяна Тер-Месробьян Санкт-Петербург                      | 6,53 м (−1,8 м/с)  |
| Тройной прыжок                      | Татьяна Лебедева Волгоградская область | 14,56 м (+2,0 м/с) | Елена Лебеденко Москва                                     | 14,37 м (−1,4 м/с) | Мария Сокова Московская область                            | 14,21 м (+0,4 м/с) |
| Толкание ядра                       | Светлана Кривелёва Московская область  | 20,26 м            | Анна Романова Брянская область                             | 18,39 м            | Юлия Загинай Приморский край Брянская область              | 18,04 м            |
| Метание диска                       | Наталья Садова Нижегородская область   | 64,20 м            | Лариса Короткевич Краснодарский край                       | 62,11 м            | Оксана Есипчук Брянская область Санкт-Петербург            | 60,87 м            |
| Метание молота                      | Ольга Кузенкова Смоленская область     | 71,92 м            | Татьяна Константинова Смоленская область                   | 62,71 м            | Алла Давыдова Московская область                           | 60,69 м            |
| Метание копья                       | Татьяна Шиколенко Краснодарский край   | 63,64 м            | Валерия Забрускова Ростовская область                      | 60,98 м            | Екатерина Ивакина Ставропольский край                      | 60,91 м            |
| Семиборье                           | Ирина Тюхай Красноярский край          | 5988 очков         | Светлана Парфёнова Адыгея                                  | 5876 очков         | Алёна Ивлева Томская область                               | 5846 очков         |

## Зимний чемпионат России по спортивной ходьбе
Зимний чемпионат России по спортивной ходьбе 1999 прошёл 7 февраля в Адлере.

### Мужчины
| Дисциплина      | Золото                            | Золото  | Серебро                             | Серебро | Бронза                   | Бронза  |
| --------------- | --------------------------------- | ------- | ----------------------------------- | ------- | ------------------------ | ------- |
| Ходьба на 20 км | Ришат Шафиков Челябинская область | 1:19.55 | Дмитрий Есипчук Челябинская область | 1:19.57 | Владимир Андреев Чувашия | 1:20.00 |
| Ходьба на 35 км | Евгений Шмалюк Санкт-Петербург    | 2:30.12 |                                     |         |                          |         |

### Женщины
| Дисциплина      | Золото                              | Золото  | Серебро                 | Серебро | Бронза                               | Бронза  |
| --------------- | ----------------------------------- | ------- | ----------------------- | ------- | ------------------------------------ | ------- |
| Ходьба на 20 км | Надежда Ряшкина Вологодская область | 1:27.30 | Елена Николаева Чувашия | 1:28.01 | Тамара Коваленко Ярославская область | 1:28.33 |

## Чемпионат России по бегу по шоссе
Чемпионат России по бегу по шоссе 1999 состоялся 14 марта в Адлере.

### Мужчины
| Дисциплина  | Золото                              | Золото  | Серебро                                 | Серебро | Бронза                             | Бронза  |
| ----------- | ----------------------------------- | ------- | --------------------------------------- | ------- | ---------------------------------- | ------- |
| 10 км       | Юрий Чижов Москва Бурятия           | 29.06   | Александр Васильев Чувашия              | 29.07   | Геннадий Попов Воронежская область | 29.08   |
| Полумарафон | Николай Керимов Ульяновская область | 1:04.08 | Александр Крестьянинов Пермская область | 1:04.15 | Алексей Коробов Москва             | 1:04.25 |

### Женщины
| Дисциплина  | Золото                            | Золото  | Серебро                          | Серебро | Бронза                               | Бронза  |
| ----------- | --------------------------------- | ------- | -------------------------------- | ------- | ------------------------------------ | ------- |
| 10 км       | Татьяна Томашова Пермская область | 32.48   | Гульнара Файзуллина Башкортостан | 32.53   | Наталья Волгина Владимирская область | 33.03   |
| Полумарафон | Ирина Тимофеева Самарская область | 1:11.02 | Жанна Малькова Самарская область | 1:12.23 | Зинаида Семёнова Москва              | 1:12.28 |

## Чемпионат России по бегу на 100 км
Чемпионат России по бегу на 100 километров прошёл 18 апреля в подмосковном городе Черноголовка. Соревнования состоялись на 5-километровом круге, проложенном по центральному городскому проспекту. Среди мужчин уверенную победу одержал специалист суточного бега Анатолий Кругликов — 6:36.43. Дебютантка бега на 100 км Эльвира Колпакова стала чемпионкой страны, обойдя призёра чемпионатов Европы Елену Бикулову.

### Мужчины
| Дисциплина | Золото                                | Золото  | Серебро                  | Серебро | Бронза                | Бронза  |
| ---------- | ------------------------------------- | ------- | ------------------------ | ------- | --------------------- | ------- |
| 100 км     | Анатолий Кругликов Смоленская область | 6:36.43 | Александр Моторин Москва | 6:45.44 | Фарит Ганиев Удмуртия | 6:48.55 |

### Женщины
| Дисциплина | Золото                             | Золото  | Серебро                  | Серебро | Бронза                                 | Бронза  |
| ---------- | ---------------------------------- | ------- | ------------------------ | ------- | -------------------------------------- | ------- |
| 100 км     | Эльвира Колпакова Пермская область | 7:47.15 | Елена Бикулова Татарстан | 7:53.12 | Ирина Реутович Калининградская область | 8:19.33 |

## Чемпионат России по марафону
Чемпионат России 1999 года по марафону состоялся 16 мая в Москве в рамках Московского марафона «Лужники». Трасса пролегала по территории одноимённого спорткомплекса. Её длина оказалась короче положенных 42 км 195 м, поэтому показанные на чемпионате результаты не могут быть использованы в статистических целях.

### Мужчины
| Дисциплина | Золото                             | Золото  | Серебро                  | Серебро | Бронза                        | Бронза  |
| ---------- | ---------------------------------- | ------- | ------------------------ | ------- | ----------------------------- | ------- |
| Марафон    | Олег Стрижаков Воронежская область | 2:12.32 | Павел Кокин Башкортостан | 2:12.34 | Олег Княгин Кировская область | 2:13.02 |

### Женщины
| Дисциплина | Золото                         | Золото  | Серебро                                   | Серебро | Бронза                | Бронза  |
| ---------- | ------------------------------ | ------- | ----------------------------------------- | ------- | --------------------- | ------- |
| Марафон    | Елена Гунделах Санкт-Петербург | 2:32.05 | Светлана Пономаренко Оренбургская область | 2:35.15 | Ольга Соколова Москва | 2:37.11 |

## Чемпионат России по полумарафону
Чемпионат России 1999 года по полумарафону состоялся 12 июня в Санкт-Петербурге в рамках традиционного Санкт-Петербургского полумарафона.

### Мужчины
| Дисциплина  | Золото                             | Золото  | Серебро                   | Серебро | Бронза                             | Бронза  |
| ----------- | ---------------------------------- | ------- | ------------------------- | ------- | ---------------------------------- | ------- |
| Полумарафон | Геннадий Попов Воронежская область | 1:04.10 | Юрий Чижов Москва Бурятия | 1:04.14 | Олег Стрижаков Воронежская область | 1:04.17 |

### Женщины
| Дисциплина  | Золото                            | Золото  | Серебро                     | Серебро | Бронза                   | Бронза  |
| ----------- | --------------------------------- | ------- | --------------------------- | ------- | ------------------------ | ------- |
| Полумарафон | Ирина Тимофеева Самарская область | 1:11.03 | Галина Александрова Чувашия | 1:11.18 | Лидия Григорьева Чувашия | 1:11.30 |

## Чемпионат России по спортивной ходьбе
Чемпионат России по спортивной ходьбе 1999 прошёл 12—13 июня в Саранске.

### Мужчины
| Дисциплина      | Золото                   | Золото  | Серебро                            | Серебро | Бронза                                | Бронза  |
| --------------- | ------------------------ | ------- | ---------------------------------- | ------- | ------------------------------------- | ------- |
| Ходьба на 20 км | Роман Рассказов Мордовия | 1:19.36 |                                    |         |                                       |         |
| Ходьба на 50 км | Олег Ишуткин Мордовия    | 3:44.18 | Валерий Спицын Челябинская область | 3:47.16 | Дмитрий Дольников Челябинская область | 3:49.07 |

### Женщины
| Дисциплина      | Золото                  | Золото  | Серебро                             | Серебро | Бронза                               | Бронза  |
| --------------- | ----------------------- | ------- | ----------------------------------- | ------- | ------------------------------------ | ------- |
| Ходьба на 20 км | Ирина Станкина Мордовия | 1:29.00 | Надежда Ряшкина Вологодская область | 1:29.14 | Тамара Коваленко Ярославская область | 1:29.21 |

## Чемпионат России по бегу на 10 000 метров
Чемпионат России по бегу на 10 000 метров прошёл 14 июля в Москве.

### Мужчины
| Дисциплина | Золото                 | Золото   | Серебро                          | Серебро  | Бронза | Бронза |
| ---------- | ---------------------- | -------- | -------------------------------- | -------- | ------ | ------ |
| 10 000 м   | Сергей Давыдов Чувашия | 29.41,11 | Семён Шустин Костромская область | 29.41,12 |        |        |

### Женщины
| Дисциплина | Золото                   | Золото   | Серебро                                | Серебро  | Бронза                   | Бронза   |
| ---------- | ------------------------ | -------- | -------------------------------------- | -------- | ------------------------ | -------- |
| 10 000 м   | Лидия Василевская Москва | 32.24,30 | Людмила Бикташева Свердловская область | 32.29,83 | Лидия Григорьева Чувашия | 32.49,64 |

## Чемпионат России по суточному бегу по шоссе
Чемпионат России по суточному бегу по шоссе прошёл 4—5 сентября в Санкт-Петербурге в рамках 13-го пробега «Испытай себя».

### Мужчины
| Дисциплина   | Золото                         | Золото    | Серебро                      | Серебро   | Бронза                            | Бронза    |
| ------------ | ------------------------------ | --------- | ---------------------------- | --------- | --------------------------------- | --------- |
| Суточный бег | Игорь Тяжкороб Курская область | 252 831 м | Николай Матчитов Саха−Якутия | 248 422 м | Иван Лабутин Владимирская область | 247 487 м |

### Женщины
| Дисциплина   | Золото                                 | Золото    | Серебро                              | Серебро   | Бронза | Бронза |
| ------------ | -------------------------------------- | --------- | ------------------------------------ | --------- | ------ | ------ |
| Суточный бег | Ирина Реутович Калининградская область | 204 603 м | Елена Сидоренкова Смоленская область | 167 387 м |        |        |

## Состав сборной России для участия в чемпионате мира
По итогам нескольких этапов отбора и с учётом выполнения необходимых нормативов, в состав сборной для участия в чемпионате мира в Севилье вошли:
Мужчины
200 м: Сергей Слукин.

Эстафета 4х100 м: Сергей Слукин, Денис Николаев, Александр Смирнов, Андрей Федорив, Дмитрий Васильев.

400 м: Дмитрий Головастов.

Эстафета 4х400 м: Дмитрий Головастов, Даниил Шекин, Валентин Кульбацкий, Андрей Семёнов, Михаил Вдовин.

1500 м: Вячеслав Шабунин.

110 м с барьерами: Андрей Кислых.

400 м с барьерами: Владислав Ширяев.

Прыжок в высоту: Вячеслав Воронин, Сергей Клюгин.

Прыжок с шестом: Максим Тарасов, Вадим Строгалёв.

Прыжок в длину: Андрей Игнатов.

Тройной прыжок: Денис Капустин, Василий Соков, Вячеслав Таранов.

Метание диска: Дмитрий Шевченко, Александр Боричевский.

Метание молота: Илья Коновалов, Василий Сидоренко, Вадим Херсонцев.

Метание копья: Сергей Макаров.

Десятиборье: Лев Лободин.

Ходьба 20 км: Илья Марков, Владимир Андреев, Роман Рассказов.

Ходьба 50 км: Герман Скурыгин, Николай Матюхин, Евгений Шмалюк.
Женщины
100 м: Ирина Привалова, Наталья Игнатова, Оксана Экк.

200 м: Ирина Привалова, Марина Транденкова, Светлана Гончаренко.

Эстафета 4х100 м: Ирина Привалова, Марина Транденкова, Наталья Игнатова, Ирина Хабарова, Оксана Экк, Екатерина Лещёва, Светлана Гончаренко.

400 м: Наталья Назарова, Ольга Котлярова.

Эстафета 4х400 м: Наталья Назарова, Светлана Гончаренко, Ольга Котлярова, Татьяна Чебыкина, Наталья Шарова, Екатерина Бахвалова.

800 м: Светлана Мастеркова, Наталья Цыганова, Наталья Горелова.

1500 м: Светлана Мастеркова, Людмила Рогачёва, Ольга Нелюбова.

5000 м: Ольга Егорова, Мария Пантюхова, Клара Кашапова.

10 000 м: Лидия Василевская.

Марафон: Любовь Моргунова — позднее снялась с соревнований, Ирина Тимофеева, Фирая Султанова-Жданова, Зинаида Семёнова, Елена Гунделах.

100 м с барьерами: Ирина Коротя, Юлия Граудынь, Светлана Лаухова.

400 м с барьерами: Юлия Носова — позднее снялась с соревнований, Екатерина Бахвалова.

Прыжок в высоту: Елена Гуляева, Светлана Лапина, Елена Елесина.

Прыжок с шестом: Елена Белякова.

Прыжок в длину: Людмила Галкина — имела специальное приглашение ИААФ как действующая чемпионка мира, Татьяна Котова, Ольга Рублёва, Татьяна Тер-Месробьян.

Тройной прыжок: Татьяна Лебедева, Оксана Рогова.

Толкание ядра: Светлана Кривелёва, Анна Романова.

Метание диска: Наталья Садова, Лариса Короткевич.

Метание молота: Ольга Кузенкова, Татьяна Константинова.

Метание копья: Оксана Макарова, Татьяна Шиколенко.

Семиборье: Ирина Белова, Наталья Рощупкина, Ирина Вострикова.

Ходьба 20 км: Ирина Станкина, Елена Николаева, Наталья Федоськина.